# NGC 6052-2
NGC 6052-2 (ook: NGC 6064-2) is een sterrenstelsel van ongebruikelijke aard in het sterrenbeeld Hercules. Het hemelobject werd op 11 juni 1784 ontdekt door de Duits-Britse astronoom William Herschel.

## Synoniemen
- IRAS 16030+2040
- UGC 10182
- KUG 1603+206
- MCG 4-38-22
- ZWG 137.32
- MK 297
- VV 86
- Arp 209
- PGC 57039